# Hans Christoph Friedrich von Hacke

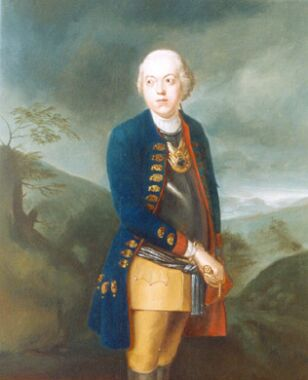
Hans Christoph Friedrich von Hacke in der Uniform des Königsregiments; Ölgemälde von Johann Harper (1722)

Hans Christoph Friedrich Graf von Hacke (gesprochen: Haake), (* 21. Oktober 1699 in Staßfurt; † 17. August 1754 in Berlin) war Erbherr auf Staßfurt, preußischer General und Stadtkommandant von Berlin. Hacke hatte ein persönliches Verhältnis zu den Königen Friedrich Wilhelm I. und Friedrich II. und genoss ihr besonderes Vertrauen.

## Leben

### Herkunft
Hans Christoph Friedrich von Hacke entstammte der Staßfurter Linie der märkischen Adelsfamilie von Hacke. Sein Urgroßvater, Hans Christoph von Hacke (er nutzte zumeist nicht das v./von; † 1649), Offizier im Dreißigjährigen Krieg, hatte sich 1634 in Staßfurt niedergelassen, in Salzquellen eingekauft und Grundbesitz erworben. Er brachte es in wenigen Jahren zum „Erbherrn auf Staßfurt“, Mitglied des Rates, Stadtkämmerer und Stadtvogt. Der Vater war Hans Christoph von Hacke (1672–1713) „Herr auf Staßfurt“, die Mutter Marie Dorothea von Heysen († 1716 in Staßfurt) entstammte einer Staßfurter Adelsfamilie. Sein Geburtshaus in der Steinstraße 4 ersetzte Hacke 1737 durch ein neues Gebäude im holländischen Spätbarockstil und versah es mit dem Allianzwappen Hacke-Creutz.

### Im Dienst Friedrich Wilhelms I.

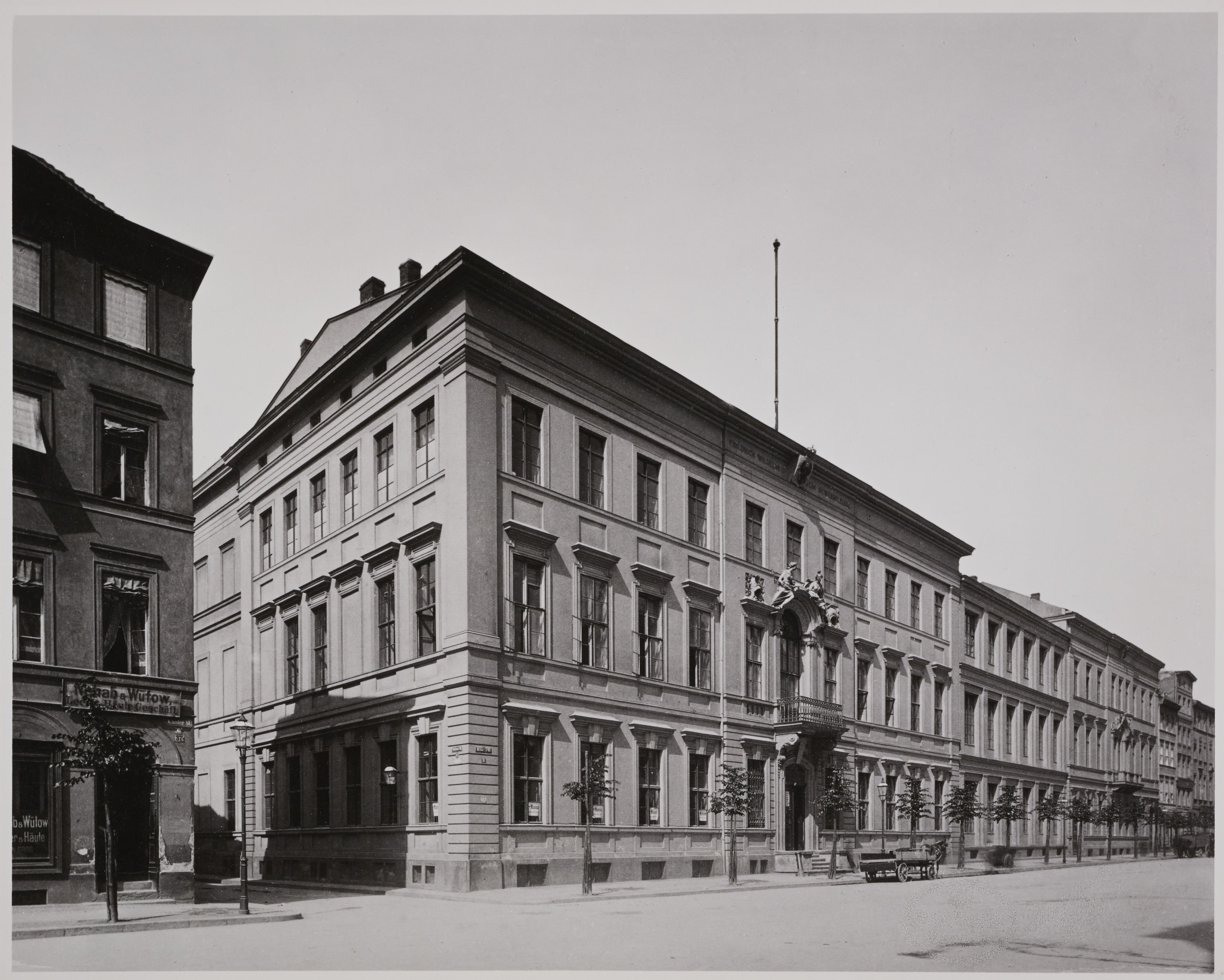
Das „Palais Hacke“ in Berlin, 1712–1717 erbaut von Martin Heinrich Böhme als „Palais Creutz“, zerstört im Zweiten Weltkrieg

Hans Christoph von Hacke kam 1705 mit sechs Jahren als Gefreiterkorporal in das Kronprinzenregiment des Kronprinzen Friedrich Wilhelm, wo er im Dezember 1710 Fähnrich wurde. Friedrich Wilhelm formte es 1713 nach seiner Thronbesteigung zum Königsregiment, den „Langen Kerls“. Mit 1,91 m Körpergröße und durch „genaue“ Aufmerksamkeit und Befehlsgehorsam fand der „lange Hacke“ die Beachtung und das Wohlwollen des Königs. Hacke stieg 1720 zum Sekonde-, 1726 zum Premierleutnant, 1729 zum Stabskapitän und 1734 zum Kapitän und Chef einer Kompanie auf.
Friedrich Wilhelm I. schätzte Hackes Dienste außerordentlich, weswegen er ihn 1722 mit der Hand am Säbel malen und das Bild in seiner Schlafkammer im Potsdamer Stadtschloss aufhängen ließ. Zu den besonderen Ehren zählte die Ausstattung mit der Pfründe eines Drosten zu Sparrenberg im März 1728. Die Heirat Hackes mit Sophia Albertine von Creutz (1710–1757), der Tochter seines Ministers Ehrenreich Bogislaus von Creutz und dessen einziger Erbin, hatte der König aus staatspolitischen Gründen arrangiert. Sophia Albertine hatte 1731 die Absicht gehabt, einen sächsischen Adeligen zu heiraten, was den Abfluss eines bedeutenden Vermögens ins Ausland bedeutet hätte. Erst nachdem er Creutz unter Druck gesetzt und Hacke im Januar 1732 zum Hofjägermeister ernannt hatte, kam die Ehe am 13. Februar 1732 zustande. Zur Hochzeitsfeier im Palais Creutz erschienen die Königsfamilie und hohe Gäste, darunter der spätere Kaiser Franz I. Die Patenschaft des ersten Sohnes des Paares übernahm 1733 der König. Creutz starb im Februar 1733 und Hacke erbte das Palais Creutz in der Klosterstraße in Berlin. Es sollte ihm bis zu seinem Tod als Wohn- und Amtssitz dienen. Im Mai 1736 übertrug der König Hacke die alleinige Aufsicht über das Große Militärwaisenhaus in Potsdam. Am 15. Juni 1738 ernannte er ihn zu seinem Generaladjutanten, gefolgt von der Beförderung zum Oberstleutnant am 25. Februar 1740. Als Friedrich Wilhelm sich kurz vor seinem Tod von Hacke verabschiedete, schenkte er ihm sein bestes Reitpferd. Am 31. Mai 1740 gehörte Hacke neben dem Kronprinzen zu den ihm nahestehenden Personen, die der König an seinem Todestag zu sich rief, um seine letzten Worte zu hören und ihm beim Sterben zu begleiten.

### Im Dienst Friedrichs II.

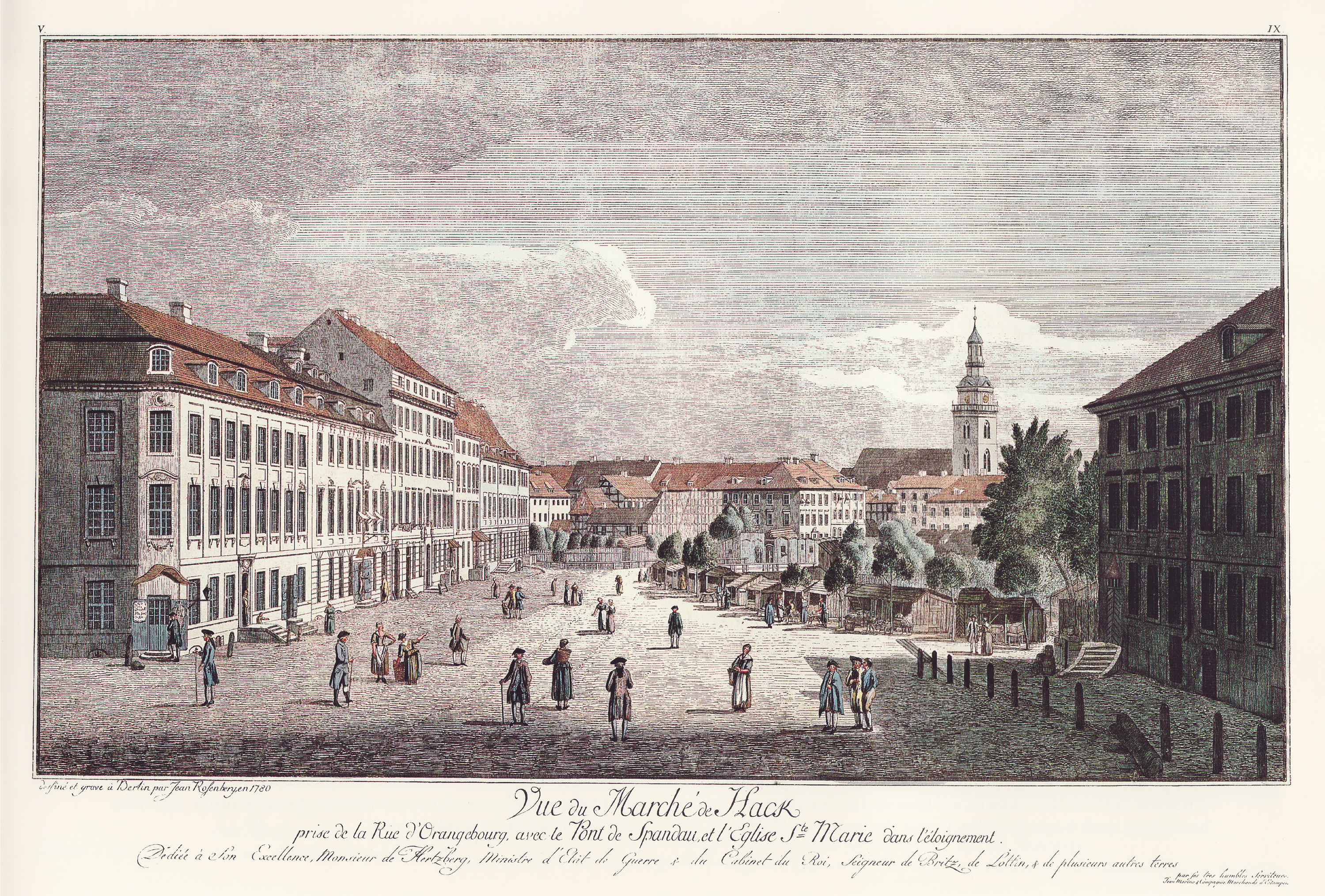
Hackescher Markt in Berlin (1780)

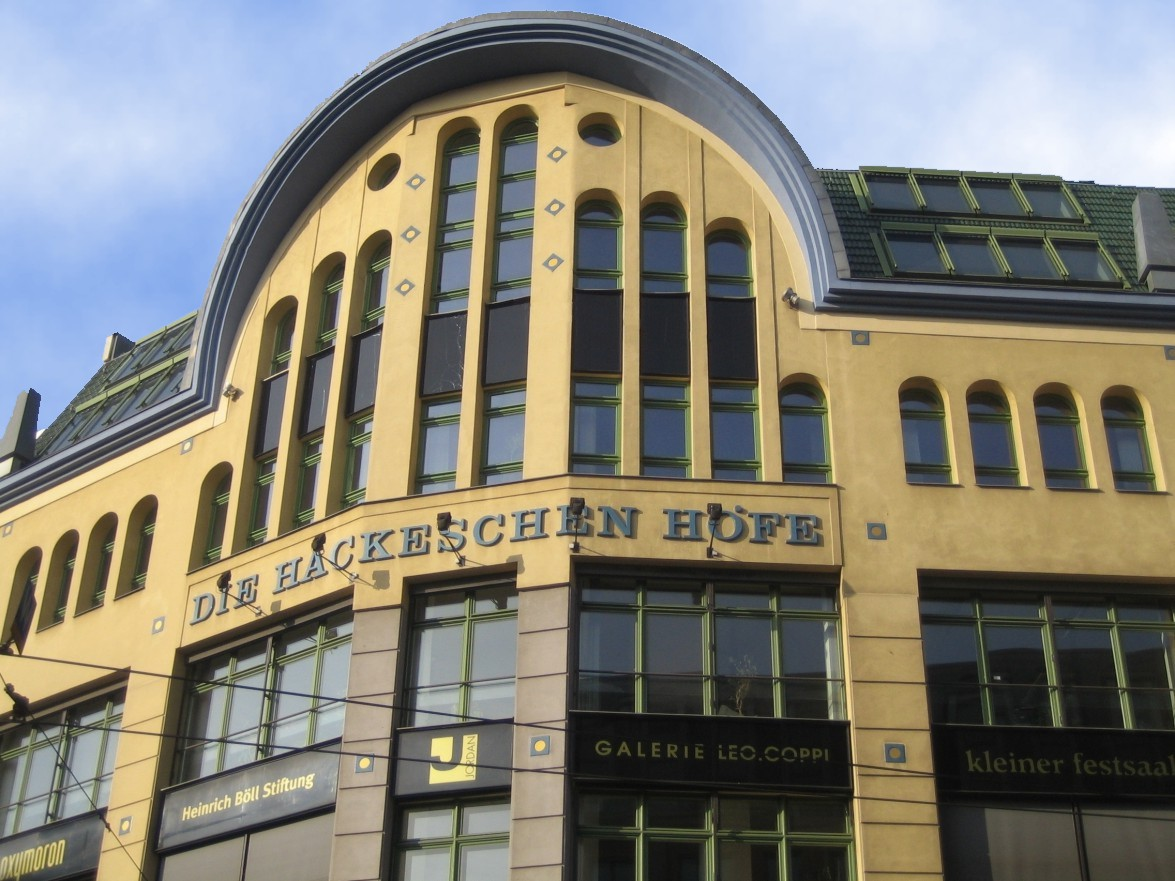
Mitteltrakt der Hackeschen Höfe, Berlin 2005

Hacke, der als einsilbig und ungehobelt galt, und der gegenüber seinen Gästen nur die Höflichkeitsformel „Setzt Euch“ kannte, auch das nur bei den Damen, war für Kronprinz Friedrich eine Zielscheibe des Spottes gewesen. Aber seit er als knapp gehaltener Regimentskommandeur in Neuruppin leben musste, näherte er sich Hacke an, was dieser erwiderte. Die Vertrauensbeziehung ging auf Friedrichs Wunsch zurück, von dem beim König einflussreichen Offizier Fürsprache und Darlehen für seinen Hof in Rheinsberg zu erhalten. Hacke, der ab 1733 durch seine Ehe mit der Creutzschen Erbin über ein großes Vermögen verfügte, wurde hinter dem Rücken des Königs zu einem der bedeutendsten Geldgeber für Friedrich.
Bei seiner Thronbesteigung behielt Friedrich zahlreiche Personen, die sich in den Diensten seines Vaters bewährt hatten, in ihren Stellen, darunter auch den Generaladjutanten Hacke. Am 23. Juni 1740 beförderte ihn der König zum Oberst und machte ihn zum ersten Ritter des Ordens Pour le Mérite. Bei der Aufstellung des Reitenden Feldjägerkorps bestimmte Friedrich am 1. Juli 1740 seinen Generaladjutanten Hacke zum Chef. Im selben Monat wählte er ihn neben Dietrich von Keyserlingk und Francesco Algarotti zu persönlichen Begleitern für seine erste und wichtigste Huldigungsreise ins Königreich Preußen. Friedrich hatte auch seinen langjährigen Vertrauten und Gesellschafter Keyserlingk zum Generaladjutanten ernannt, doch wie erwartet erfüllte in den kommenden Jahren nur Hacke diese Funktion voll, weil er Friedrichs nicht immer klare Anordnungen den Empfängern verständlich machen konnte. Am 28. Juli 1740 erhob er Hacke in den erblichen Grafenstand und begann die ratenweise Rückzahlung der Darlehen aus der Kronprinzenzeit.
Der Generaladjutant Hacke wurde eine der einflussreichsten Personen in der unmittelbaren Nähe des Königs. An den königlichen Höfen in Berlin und Potsdam, konnte er den persönlichen Zugang zu Friedrich steuern, auch kamen ihm dort weitreichende Befugnisse in Personalentscheidungen zu. Im Ersten Schlesischen Krieg wurde er 1741 in der Schlacht bei Mollwitz verwundet. Friedrich machte Hacke am 30. Juli 1742 zum Chef des Regiments Glasenapp zu Fuß. Auch im Zweiten Schlesischen Krieg von 1744 bis 1745 stand Hacke dem König bei der Einnahme der Prager Festung und während der Feldzüge nach Sachsen und Böhmen zur Seite. Bei dem 1745 drohenden Vorstoß der Österreicher und Sachsen auf Berlin war Hacke für die Verteidigung der Stadt verantwortlich. Friedrich beförderte Hacke 1747 zum Generalleutnant und übertrug ihm die Oberhoheit über die königlichen Bauten in Berlin, am 10. November 1749 folgte die Ernennung zum Stadtkommandanten von Berlin. Zu seinem Verantwortungsbereich zählten nun auch die öffentliche Ordnung, der Holzhandel und die Pressezensur in der Stadt.
Für den Ausbau Berlins ließ Friedrich 1750 die Festungsanlagen mit dem Spandauer Tor abreißen, da sie ohne jede militärische Bedeutung zu einem Verkehrshindernis zwischen Alt-Berlin und der anwachsenden Spandauer Vorstadt geworden waren. Mit der Regulierung des Festungsgrabens und der Anlage von Straßen und Häusern betraute er Hacke. Dass der König befohlen habe, zum Zeichen seiner Zufriedenheit und als Anerkennung von Hackes Diensten den dabei entstandenen geräumigen Marktplatz Platz fortan Hackescher Markt zu nennen, ist nicht erwiesen, doch war der Name schon zu Friedrichs Lebzeiten in Gebrauch.
Als Hacke im April 1754 lebensgefährlich erkrankte, sandte Friedrich ihm seinen Leibarzt Johann Theodor Eller, doch die Behandlung blieb ohne Erfolg. Hackes Tod meldete Friedrich seinem Bruder Heinrich mit dem Kommentar: „Er gehörte nicht zu den glänzenden Geistern; aber er machte sich nützlich, und diese Art Leute sind einem Staat wichtiger, als diejenigen besterzogenen, denen Wissenstiefe und Arbeitskraft mangelt.“ Der Witwe versprach er für immer seinen Schutz. Hackes Sarg wurde nach einer Trauerfeier in der Berliner Garnisonkirche in sein ererbtes Gutsdorf Frauenhagen überführt und in der Dorfkirche Frauenhagen beigesetzt. Die Familie ließ 1914 die Särge Hackes, seiner Frau und Tochter von dort in die Gruft der Hackeschen Patronatskirche in Altranft überführen, wo sie seither vermauert ruhen.
An Hackes Wirkungsstätte in Berlin erinnert der Touristenmagnet Hackescher Markt mit dem 1906 im Jugendstil erbauten Wohn- und Gewerbekomplex Die Hackeschen Höfe.

## Familie
Seiner Ehe mit Sophia Albertine von Creutz (1710–1757), Tochter und Erbin des Staatsministers Ehrenreich Bogislaus von Creutz (1670–1733). Das Paar hatte folgende neun Kinder:
- Wilhelm Leopold (1733–1738)
- Sophia Albertine Elisabeth Maria (* 17. Mai 1734; † 16. Dezember 1755) ⚭ General Hans Christoph von Königsmark
- Wilhelm Heinrich Ferdinand (* 13. August 1735; † 1738)
- Charlotte Katharina (* 19. März 1737; † 1738)
- Christoph Friedrich (* 1738; † 1738)
- Friedrich Wilhelm (* 13. Juni 1740; † 10. Februar 1789) ⚭ Antoniette Charlotte von Lehwaldt (* 8. Februar 1748; † 5. Mai 1822/oder 1823)[12][13]
  - Karl (1770–1835), Kammerherr, Hofmarschall[14]
  - Bogislaw August Heinrich (1772–1848), Regiment des Garde du Corps, 1805 Major, dann Regiment Katte, auf Schloss Penkun, Battinsthal usw.
  - Gustav Leopold George (1776–1838), 1827 Generalleutnant, Kommandant von Magdeburg, Gutsherr auf Stecklin, Kuhweide und Frauenhagen
  - Wilhelm Georg Werner (1785–1841), auf Altranft und Dahlwitz
  - Eduard Friedrich (1786–1874), auf Petershagen und Damitzow
- Elisabeth Sophie Ulrike (* 20. Oktober 1741; † 4. Januar 1761) ⚭ Georg von Eickstedt (* 4. Juni 1730; † 25. November 1807),[15] Regierungspräsident später General-Landschaftsdirektor in Pommern
- Johanna Albertine (1744–1804)[16] ⚭ General Friedrich Wilhelm von Seydlitz.
- August Wilhelm (1748–1749)

## Genealogie
- Gothaisches Genealogisches Taschenbuch der Gräflichen Häuser. Teil A (Uradel). 1940. Zugleich Adelsmatrikel der Deutschen Adelsgenossenschaft. 113. Jahrgang, Justus Perthes, Gotha 1939.
- Curt Bogislav Graf von Hacke: Entwurf zu einer Geschichte der Grafen von Hacke. Aus archivalischen Quellen zusammengestellt. C. A. Starke Verlag, Görlitz 1911. DNB